# Pfarrkirche Gersthof

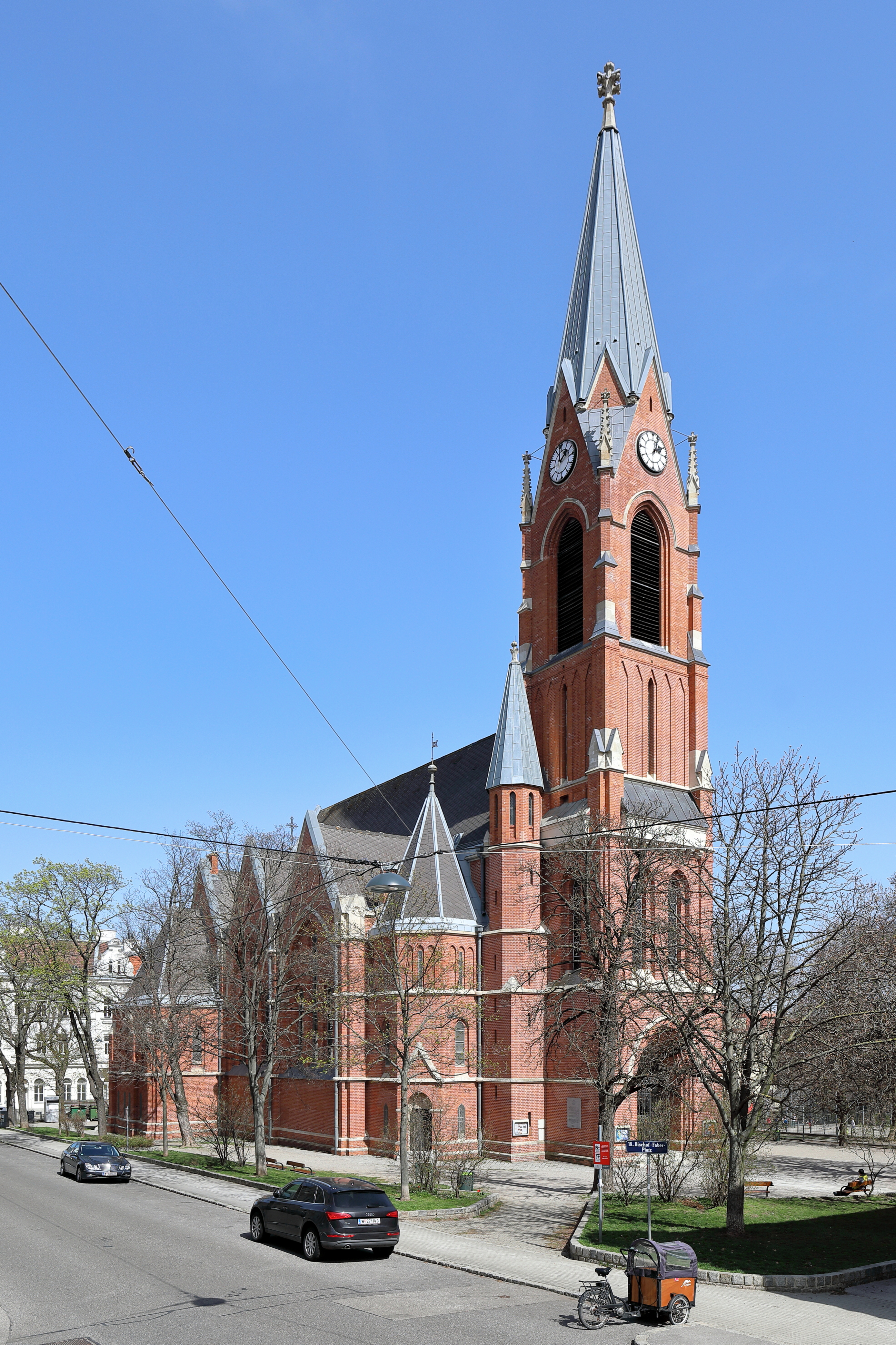
Gersthofer Pfarrkirche

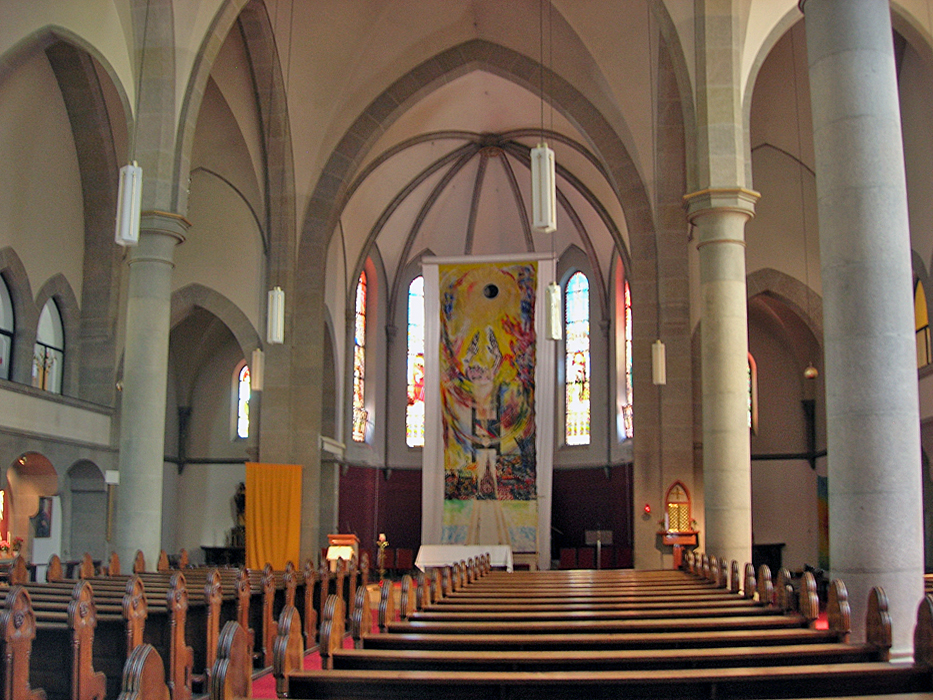
Innenraum

Die Gersthofer Pfarrkirche ist ein römisch-katholisches Kirchengebäude im Bezirksteil Gersthof des 18. Wiener Gemeindebezirks Währing. Sie ist dem heiligen Leopold geweiht.

## Lage und Architektur
Der freistehende neugotische Sichtziegelbau befindet sich am Bischof-Faber-Platz im Zentrum von Gersthof. Entworfen wurde die Kirche vom Wiener Architekten Richard Jordan, für die Ausführung war der Hofbaumeister Josef Schmalzhofer verantwortlich. Der rechteckige Bischof-Faber-Platz ist von Zinshäusern umgeben, die überwiegend – dem Baustil der Kirche entsprechend – neugotisch gestaltet sind.
Die Gersthofer Pfarrkirche ist eine symmetrisch angelegte Hallenkirche. An der Südfassade mit dem Hauptportal besitzt sie einen markanten Kirchturm mit quadratischem Grundriss und im Norden wird sie von einem mehreckigen Chor abgeschlossen. Dazwischen liegt die Halle mit dem Hauptschiff, das von zwei niedrigeren Seitenschiffen flankiert wird. Die Sakristei ist in einem kleinen Anbau im Westen untergebracht. Beim kleinen Anbau im Osten (mit zur Sakristei spiegelgleichem Grundriss) handelt es sich um die so genannte Osterkapelle, die zum Hauptraum hin geöffnet ist.
Der Architekt Richard Jordan entwarf auch den Hochaltar mit Figuren der Heiligen Leopold, Franz von Assisi, Elisabeth von Thüringen, Teresa von Ávila und Johannes Nepomuk. Ferner gibt es einen Maria-Lourdes-Altar und weitere Seitenaltäre in der Kirche. Der Künstler Ferdinand Stuflesser schuf für Gersthof unter anderem eine Plastik der heiligen Cäcilia von Rom. Die Orgel wurde 1933 von der Firma Dreher & Flamm hergestellt. Die Glasmalereien mit Heiligendarstellungen stammen aus der Bauzeit, während das Mosaik Noli me tangere 1980 von Alfred Crepaz geschaffen wurde. Die Pfarre besitzt eine Weihnachtskrippe, die Ende des 19. Jahrhunderts von Grödner Bildhauern geschnitzt und 1994 neu gefasst wurde.
Zeichnungen mit Richard Jordans Entwürfen zur Gersthofer Pfarrkirche und zur Redemptoristenkirche wurden im Jahr 1900 auf der Pariser Weltausstellung präsentiert.

## Geschichte
| Pfarrer   | Pfarrer                  |
| --------- | ------------------------ |
| 1899–1915 | Ignaz Winkelmayer        |
| 1915–1934 | Ignaz Wenzl              |
| 1934–1951 | Ferdinand Haas           |
| 1951–1967 | Heinrich Fessel          |
| 1967–1976 | Friedrich Glotz          |
| 1976–2020 | Dr. Norbert Rodt         |
| seit 2020 | Dr. P. Arkadiusz Zakreta |

Die 1784 im Zuge der josephinischen Reformen gegründete römisch-katholische Pfarre Gersthof war zunächst in der Johannes-Nepomuk-Kapelle untergebracht. Als die Kapelle auf Grund der wachsenden Mitgliederzahl der Pfarre zu klein wurde, gründete der damalige Pfarrer Ignaz Winkelmayer 1885 einen Kirchenbauverein. Bereits 1887 wurde mit dem Bau der neuen Gersthofer Pfarrkirche begonnen. Beim Grundstück für den Kirchenbau handelte es sich um den 1877 aufgelassenen zweiten Gersthofer Friedhof. Das Grundstück war im Besitz des Industriellen Albert Dub, der es für den Kirchenneubau stiftete. An Albert Dub erinnert der Albert-Dub-Park, die Grünfläche rund um die Gersthofer Pfarrkirche. Das fertige Kirchengebäude wurde am 15. November 1891 geweiht, dem Festtag des Heiligen Leopold.
1899 bekam die Kirche die Pfarrrechte von der Johannes-Nepomuk-Kapelle übertragen. Heute ist die Pfarre Gersthof eine von fünf Pfarren im Stadtdekanat 18. Heinrich Maier, der spätere Leiter der Widerstandsgruppe gegen den Nationalsozialismus Maier-Messner-Caldonazzi, wurde 1935 Diakon in der Pfarrkirche. Er wurde 1945 auf dem Schafott hingerichtet. Heute erinnert eine kopflose Statue im Gebäude an Heinrich Maier. 1952 erhielt die Kirche ihre heutigen Glocken. Der Innenraum wurde 1963 restauriert und verändert. 1979 wurde das Kirchenäußere restauriert. Eine weitere Umgestaltung des Innenraums erfolgte 1980 aus liturgischen Gründen.